# Герке, Эрнст
Эрнст Фридрих Вильгельм Герке (нем. Ernst Friedrich Wilhelm Gerke; 6 мая 1909, Штеттин, Германская империя — 7 ноября 1982, Эккернфёрде, ФРГ) — немецкий юрист, оберштурмбаннфюрер СС, начальник гестапо в Праге и в Бреслау.

## Биография
Эрнст Герке родился 6 мая 1909 года в семье госслужащего. В связи с частыми переводами его отца он рос в Шверине, Берлине и Киле. В Киле окончил школу и сдал экзамены на аттестат зрелости. Впоследствии изучал юриспруденцию в университетах Гёттингена и Киля. В 1932 году в Киле получил докторскую степень по праву. 1 марта 1932 года вступил в НСДАП (билет № 1048844) и в том же году — в Штурмовые отряды (СА). В 1935 году перешёл из штурмовых отрядов в СС (№ 280247). После сдачи второго государственного экзамена поступил на службу в полицейское управление в Хильдесхайме. С 1936 года возглавлял отделение гестапо в Хильдельсхайме, а в 1937 году — в Эльбинге. С ноября 1938 года руководил отделением гестапо в Хемнице.
После прохождения трёхмесячной службы в вермахте с сентября по декабрь 1939 года был офицером связи между вермахтом и айнзацгруппой IV. С конца 1939 и до лета 1942 года был начальником гестапо в Бреслау. На этом посту участвовал в депортации евреев Бреслау в концлагеря. С начала сентября 1942 года Герке был шефом гестапо в Праге. При его руководстве число казней возросло. В начале 1945 года произошли расстрелы евреев в малом форту Терезиенштадта и 2 мая 1945 года там было уничтожено 50 «особо опасных» заключённых. Герке называли палачом Праги.
До того как Красная армия вошла в Прагу, Герке удалось бежать из города, и позже он был арестован американцами. После освобождения из плена жил под псевдонимом Эмиль Грабовски и давал частные уроки латинского языка. С 1948 года работал в гамбургском земельном банке. В 1957 году под своим настоящим именем в качестве юрисконсульта устроился на работу в учреждение Bethel. В 1965 году занимался делами кассы социального обеспечения евангелическо-лютеранской земельной церкви в Детмольде.
С 1960-х годов против него проводилось несколько расследований относительно его деятельности в Бреслау. В 1979 году обвинение по подозрению в убийстве и пособничестве в убийстве в связи с депортацией евреев было закрыто. Его деятельность на посту руководителя гестапо в Праге тоже подвергалась расследованию, но несмотря на наличие изобличающих материалов, это не привело к судебному разбирательству. Чехословакия неоднократно запрашивала его экстрадицию. Умер в 1982 году в Эккернфёрде.